# Rónai András (balettművész)
Rónai András (Budapest, 1994. március 2. –) magyar balettművész. 2016 óta a Magyar Állami Operaház tagja. Karrierjét amerikában a Boston Balletban majd az Orlando Balletban kezdte, miután az Év növendékének választották a Magyar Táncművészeti Főiskolán és megnyerte a Nurejev Nemzetközi Balettversenyt. 2024-ben az évad legjobb férfi táncművészének választották.

## Életpályája
Színpadi pályáját a  Budapesti Operettszínház gyermekszínészeként kezdte, ahol számos musicalben szerepelt (Mozart!, Rudolf, Szépség és a Szörnyeteg, Elisabeth).
Tanulmányait a Magyar Táncművészeti Főiskolán végezte 2004 és 2013 között, melyből egy évet a Vaganova Balettakadémián (2011) töltött. Mesterei Gál Jenő, Szakály György és Keveházi Gábor.
Táncművész karrierjét a Boston Balletban (USA) kezdte, majd az Orlando Balletnál (USA) eltöltött 2 év után tért haza Magyarországra, a Magyar Nemzeti Baletthoz.
Művészi pálya:
- Magyar Nemzeti Balett (2016- )

- Orlando Ballet, USA (2014–2016)
- Boston Ballet, USA (2013–2014)
- Thália Színház (2007–2009)
- Budapesti Operettszínház (2002–2009)

## Részvétele versenyeken
- Várna Nemzetközi Balettverseny - Várna különdíj (2018)
- Nurejev Nemzetközi Balettverseny – 1. helyezés (2013)
- Várnai Nemzetközi Balettverseny – Döntős (2012)
- Isztambuli Nemzetközi Balettverseny – 2. helyezés (2012)
- Helsinki Nemzetközi Balettverseny – Döntős (2012)
- Magyar Táncművészeti Főiskola háziversenye – 1. helyezés (2010)
- Lausanne-i Nemzetközi Balettverseny (2010)
- Bécsi Nemzetközi Balettverseny – 1. helyezés (2007)

## Díjai, elismerései
- A NAGY Alakításért díj (2025)
- ApuliArte International Dance Prize Award (2024)
- Az évad legjobb férfi táncművésze (2024)
- Az évad kartáncosa (2016/2017)
- Az év legjobb végzőse (2013)
- Gundel művészeti díj (2012)
- Vadady Ágnes-díj tánctanulóknak (2011)

## Főbb szerepei
- Harangozó Gyula/ Léo Delibes: Coppélia - Ferenc
- Seregi/Prokofjev: Rómeó és Júlia - Rómeó
- Vajnonen/Messerer/Aszafjev: Párizs lángjai - Philippe, marseille-i
- Eagling/Solymosi/Csajkovszkij: A diótörő – Unokaöccs/Diótörő herceg, Kínai szóló, Orosz szóló
- Ashton/Hérold: A rosszul őrzött lány – Colas, Alain
- Holmes/Solymosi/Drigo/Oldenburg/Adam/Pugni/Delibes: A kalóz – Ali a rabszolga szóló
- Cranko/Csajkovszkij: Anyegin – Lenszkij, Orosz tánc
- Ifj. Harangozó/Kocsák: Hófehérke és a 7 törpe – Kuka
- Venekei/Williams/Dés: A vágy villamosa – Stanley, Pablo
- MacMillan/Liszt/Lanchbery: Mayerling - Bratfisch
- Zaharov/Aszafjev: A bahcsiszeráji szökőkút – Nurali, a tatár vezér
- Lavrovszkij/Adam: Giselle - Paraszt Pas de deux
- Seregi/Hacsaturján: Spartacus – Gladiátor, Gad
- Eifman/Rahmanyinov/Muszorgszkij/Wagner: Karamazov testvérek – Dimitrij
- Messerer/Minkus: Don Quijote – Cigánytánc
- MacMillan/Massenet/Yates: Manon - A koldusok vezetője
- Pártay/Csajkovszkij: Anna Karenina – Halál-szóló
- Dantzig/Schayk/Csajkovszkij: A hattyúk tava – Pas de trois, Pas de six szóló
- Lang/Armstrong/Glass/Cage: To Familiar Spaces in Dream
- Hill/Ravel: Battle of the Sexes – Szóló
- Seregi//Goldmark/Hidas: A makrancos Kata – Grumio
- Venekei/Stravinsky: Tűzmadarak
- Glass/Cocteau: Les Enfants Terribles (Veszedelmes éden) – Dargelos (tánc)
- Ekman/Haydn/Beethoven/Schubert: Cacti – Szóló fiú
- Messerer/Krein: Laurencia – Mengo
- Inger/Ravel/Pärt: Walking Mad
- León/Lightfoot/Prado/Dominguez/Lecuona/Barretto/Los Panchos: Sad Case
- McGregor/Talbot/White III: Chroma
- Ekman/Karlsson/Satie/Brun: Episode 31 - Szóló fiú
- Petipa/Solymosi/Mirzoyan/Prokofieva/Minkus/Deldevez/Delibes/Drigo/Auber: Paquita-szvit - Pas de trois fiú, Talizmán variáció (Petipa / Gusev / Drigo: The Talisman pas de deux)
- Kylián/Mozart: Petite Mort
- Forsythe/Schubert: A tökéletesség szédítő ereje – The Vertiginous Thrill of Exactitude
- Manen/Különböző szerzők: Black Cake - 3. pas de deux
- Lander/Czerny/Riisager: Etűdök – Szóló fiú
- Hynd/Lehár: A víg özvegy - Camille de Rossillon